# Der Kunde
Der Kunde war die erste „Zeit- und Streitschrift der Vagabunden“ (Untertitel).

## Geschichte
Der Kunde wurde im Frühjahr 1927 vom Balinger Landstreicher und Schriftsteller Gustav Brügel herausgegeben. Gregor Gog wurde erst Schriftleiter und dann Herausgeber. Der Name der Zeitschrift beruht auf der seit dem frühen 19. Jahrhundert belegten rotwelschen Bezeichnung Kunde für ‚wandernder Handwerksbursche, Bettler, Landstreicher‘. Die Zeitschrift erschien in zwangloser Folge (etwa viermal im Jahr) mit einer Auflage von 1000 Exemplaren. Laut Ankündigung (1929, H. 9/19) war Der Kunde nicht erschienen, da der Herausgeber auf Wanderschaft war. Gedruckt wurde sie im Verlag der Vagabunden in Sonnenberg, in der Druckerei August Dussler, Stuttgart-Cannstatt. Ein Drittel davon wurde in Stempelstellen, Arbeitsämtern, Herbergen und Obdachlosenheimen verteilt. Die Zeitschrift kostete 30 Pfennig, Vagabunden, die „unterwegs“ waren, bezahlten nichts. Die Zeitschrift enthielt ein Potpourri aus autobiographischen Berichten, Zeichnungen und Gedichten, Liedern und Spottversen, Sozialreportagen und Geschichten sowie Beschwerden und praktischen Tipps für das Überleben auf der Landstraße. Zur Finanzierung der Zeitschrift durch Spenden wurde ein „Herbergefonds des Kunden“ bei der Städtischen Sparkasse Stuttgart eingerichtet.
Gleich die erste Nummer wurde beschlagnahmt. Brügel, der darin unter Pseudonym die Liebe zwischen dem Knaben Rolf und dem Wanderprediger und Eremiten Polo beschrieben hatte, wurde vor das Amtsgericht geladen, setzte sich aber über Österreich nach Jugoslawien ab. Die Hefte 7, 8 und 34 wurden beschlagnahmt und Gregor Gog wegen Gotteslästerung angeklagt. Alle weiteren Hefte bis Ende 1929 wurden von der von Gog initiierten „Bruderschaft der Vagabunden“ herausgegeben. Als Gregor Gog 1930 als Kommunist aus der Sowjetunion zurückkam, wandelte sich auch das Blatt. Es wurde nun zwischen Kunden und Vagabunden unterschieden und die anarchistischen Positionen wandelten sich in kommunistische. 1931 wurde die Zeitschrift in „Der Vagabund“ umbenannt, mit dem Untertitel „Zeit- und Streitschrift der Internationalen Bruderschaft der Vagabunden“, und für weitere 5 Ausgaben herausgegeben, bis sie ganz eingestellt wurde.
„Der Syndikalist“ über den „Kunden“: „Eine der originellsten Zeitschriften, die je erschienen sind. Eine Zeitschrift von seltsam geistigem Format! Von Kunden geschrieben und herausgegeben, ganz im Sinne jener großen heimatlosen Wanderer und vagabundierenden Dichter: Villon, Rimbaud, Peter Hille, Jack London, Walt Whitman.“

## Bibliographie
In: Walter Fähnders, Henning Zimpel (Hrsg.): Die Epoche der Vagabunden. Texte und Bilder 1900–1945. Klartext, Essen 2009, (Schriften des Fritz-Hüser-Instituts 19), ISBN 978-3-89861-655-3.